# Штраубе, Эмануэль
Эмануэль Штраубе (нем. Emanuel Straube; 14 декабря 1801, Никольсбург, ныне Микулов, Чехия — 5 марта 1872, Зальцбург) — австрийский писатель.
Окончил гимназию пиаристов в родном городе и отделение права Венского университета. По окончании учёбы поступил на службу в придворную канцелярию и к 1863 году дослужился до должности директора канцелярии в министерстве внутренних дел Австрии. Одновременно исполнял обязанности цензора. В 1868 году вышел в отставку.
Начиная с 1835 года опубликовал десяток прозаических книг, преимущественно на исторические темы, — в том числе исторические повести «Чума в Вене» (нем. Die Pest in Wien; 1842), «Шведы под Брюнном» (нем. Die Schweden vor Brünn; 1843), «Калека из Вероны» (нем. Der Krüppel von Verona; 1845—1846). Неопубликованными остались две книги Штраубе о Валленштейне, будто бы основанные на неизвестных документах из его жизни, обнаруженных автором в Чехии. Написал либретто для оперы Готфрида Прейера «Валладмор» (1838). В 1830—1840-е гг. входил в кружок поэтов, собиравшихся в венской кофейне Нойнера (во главе с графом Ауэршпергом). Сотрудничал со многими венскими, а в последние годы жизни — зальцбургскими газетами, в том числе как театральный обозреватель.